# Lepthyphantes pepticus
Lepthyphantes pepticus är en spindelart som beskrevs av Andrei V. Tanasevitch 1988. Lepthyphantes pepticus ingår i släktet Lepthyphantes och familjen täckvävarspindlar. Inga underarter finns listade i Catalogue of Life.